# Adica Pongo
La Adica Pongo è stata una ditta italiana produttrice di giocattoli educativi attiva tra gli anni sessanta e ottanta con sede a Lastra a Signa. Il suo logo era costituito dalla scritta Adica Pongo in caratteri maiuscoli e multicolore (la prima A e la scritta PONGO in rosso, le lettere D, I, C e la seconda A rispettivamente celeste, verde chiaro, verde scuro, arancione), il tutto inserito in un fumetto bianco. Il simbolo era un pittore stilizzato in cammino con i pennelli in una mano e una valigetta nell'altra.

## Storia

### Prodotti
Il successo commerciale dell'Adica fu legato principalmente a due tipologie di prodotti: il DAS e il Pongo. A questi si aggiunsero altre sostanze malleabili, quali il Didò. 
Il DAS - inventato da Dario Sala - era una sostanza per modellare, simile alla creta, ma in grado di solidificare senza l'ausilio del calore di un forno. Inizialmente commercializzato dal 1962 al 1966 in polvere da miscelare con acqua, a partire dal 1967 venne venduto in pasta pronta all'uso.
Il pongo è invece una plastilina malleabile, di vari colori, riutilizzabile ed utilizzata anche nella creazione di modellini da progettazione. Furono lanciate versioni particolari quali il pongo pazzo (rimbalzante) e il pongo luce, contenente materiale luminescente al buio.
L'attività dell'Adica si estese - a cavallo fra gli anni settanta e ottanta - anche alla progettazione ed al lancio di giocattoli da cartoleria. Fra i vari prodotti, si ricordano i veriplani (aeroplani a filo), il tenniset (1979), il paroliamo, gioco in scatola mutuato dalle regole dell'omonima trasmissione su Rai 2 (1983), il crack (quadri animati). Alcuni dei giochi erano poi degli ibridi fra gioco da tavola e DAS, in un primo tentativo dell`azienda di fronteggiare le crisi di vendite senza però allinearsi alla concorrenza; basti pensare al Gioco del Calcio - Forza Azzurri, in parte elettrico e in parte costituito da giocatori da costruire in DAS, oppure alla Dama Click magnetica.

### Declino e chiusura
L'Adica Pongo entrò in un declino irreversibile alla metà degli anni ottanta, allorché il gusto dei bambini si orientò definitivamente verso giocattoli legati ai cartoni animati giapponesi e verso i primi giochi elettronici. Uno degli ultimi tentativi dell'Adica per sopravvivere fu quello di concentrarsi sui giochi da tavola e sulla distribuzione dei giochi elettronici per i più grandi, mantenendo almeno parte del proprio interesse primario per i più piccoli. Furono ideati prodotti in linea con le nuove tendenze; con le scatole Play DAS - aggiunte di formine, accessori per completare soggetti e ambientazioni, e vernici brillanti (le vernidas o verniDas) - era possibile riprodurre anche alcuni personaggi dei cartoni animati, per esempio i Puffi o il gatto Isidoro. Tali accordi, tuttavia, erano costosi e non permettevano di attrarre fette consistenti di utenza, orientata verso diversi gadget - già completi - degli stessi personaggi.  Altre confezioni DAS a tema lanciate in questo periodo furono il Presepe, lo Zoo, la Fattoria, il Villaggio.
A metà anni ottanta l'azienda diede il via al lancio del Didò, inoltre distribuì gli articoli di modellismo Revell e le cartucce da gioco dell'Activision per Atari 2600.
Nel 1989 dovette cedere una propria quota a Mondadori, aprendo peraltro un periodo di ristrutturazione aziendale; all'epoca l'azienda contava oltre 150 dipendenti. Dopo qualche tempo la ditta cessò la propria attività e, nel 1993, i suoi marchi più famosi, Pongo, Didò e DAS, furono completamente rilevati e distribuiti dalla Mondadori sotto il marchio "Auguri Mondadori" e - successivamente - gestiti dalla FILA. Sia il Pongo che il DAS hanno continuato ad essere prodotti sotto il nome aziendale FILA.

## Controversie sulla presenza di amianto
Uno studio condotto da ricercatori italiani rilevò la presenza di amianto, acquistato dalla Amiantifera di Balangero, nel DAS prodotto dalla Adica Pongo tra il 1963 e il 1975,  e di cui la dirigenza dell'azienda ignorava la pericolosità; l'amianto e altre polveri furono sostituiti in via precauzionale allorché emersero i primi sospetti di pericolosità dietro le diagnosi di tumore polmonare presso l'Amiantifera.
I rilevamenti evidenziarono però anche come, pur essendo possibile la presenza di amianto in manufatti modellati in DAS tra il 1960 e il 1970, «questi articoli non rappresentano un rischio per la salute di chi li possiede». Venne pertanto raccomandato «di non rompere tali oggetti e non ridurli in polvere, perché le fibre di amianto potrebbero ancora disperdersi in aria con il rischio di essere inalate».

## Elenco parziale dei prodotti
- Pongo
- DAS
- Didò
- aerei di carta Paper Plane
- Veriplani
- tempere Sguish

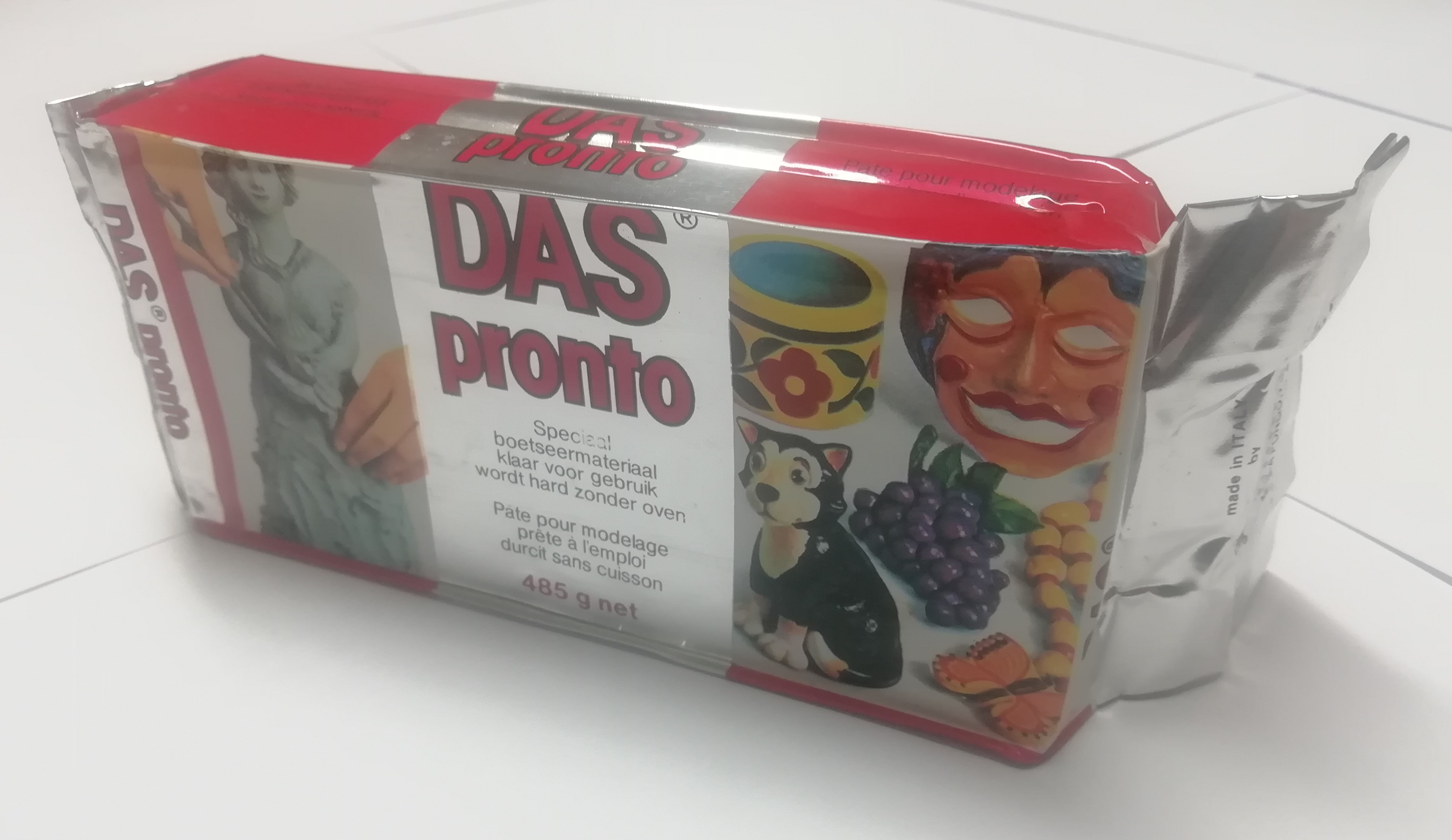
Una confezione del classico DAS color grigio, prodotta dall'Adica Pongo, nel formato usato tra il 1978 e la seconda metà degli anni '80

- pastelli a cera (Cip Cip) Adica Pongo
- Skifiltor (nelle varianti Faccia da Skifiltor e Skifovermi)
- Casablanca (gioco da tavolo)